# Mediateca

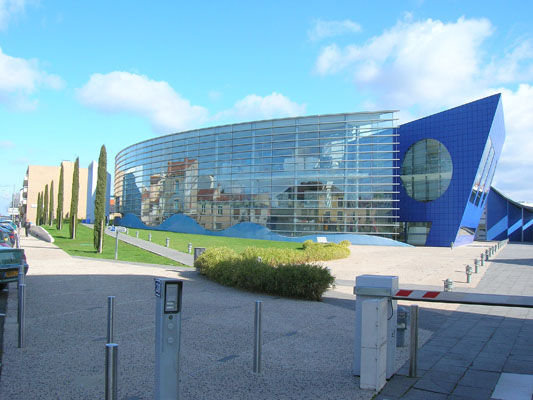
La medioteca di Roanne, Francia

La mediateca è un luogo dove vengono raccolte produzioni multimediali contenute in vari supporti: videocassette, CD, DVD, pellicole cinematografiche e video.